# Starina (Słowacja)
Starina (węg. Poprádófalu) – wieś (obec) na Słowacji w kraju preszowskim, powiecie Lubowla. Pierwsza wzmianka pisemna o miejscowości pochodzi z roku 1352.